# Podzemna željeznica Ekaterinburg
Podzemna željeznica Ekaterinburg (ruski: Екатеринбу́ргский Метрополите́н) je brz tranzitni sustav koji služi gradu Ekaterinburgu u Rusiji. Podzemna željeznica otvorena je 26. travnja 1991., a dugačka je 12,7 kilometara i ima 9 postaja. Ova podzemna željeznica bila je 13. i posljednja predviđena za otvaranje u SSSR-u.
Ekaterinburg, nekoć zvani Sverdlovsk, uvijek je bio poznat kao neformalni glavni grad Urala, prirodna podjela između Europe i Azije, između Europske Rusije i Sibira. Grad je rastao vrlo brzo jer je bio važan industrijski centar i prometno središte. Planovi za sustav brzoga tranzita započeli su krajem 1970.-ih, a 1980. godine započela je izgradnja.
Nejednaki krajolik grada, kao i njegov raspored s vrlo gustim središtem grada, potaknuli su kombiniranje dubokih i plitkih postaja. Dana 26. travnja 1991. godine, šesta podzemna željeznica Rusije i trinaesta i posljednja podzemna željeznica Sovjetskog saveza, koja je prestao postojati tek nekoliko mjeseci kasnije, konačno su otvoreni za javnost. Gospodarska kriza ranih 1990.-ih godina jako je otežavala nastavak gradnje, a prva faza obuhvatila je samo tri postaje. Međutim, tadašnji ruski predsjednik Boris Jeljcin namaknuo je državna sredstva za dovršetak izgradnje, a do 1995. udvostručena je. Od tada su izgrađena samo dva proširenja.